# Cuisine de Sao Tomé-et-Principe
La cuisine de Sao Tomé-et-Principe, s'inspire de la culture lusophone et insulaire du pays, situé dans le golfe de Guinée, au large de la côte ouest-équatoriale du l'Afrique centrale.
La production vivrière est insuffisante pour satisfaire la consommation locale, de sorte que le pays vit majoritairement de l'importation de sa nourriture estimée à 90 % des besoins alimentaires du pays. En 2003, il a été estimé que 8,33 % de la superficie totale du pays est cultivable.
L'alimentation de base comprend la banane, le fruit à pain, le taro, le maïs, les haricots, la papaye, l'huile de palme tandis que la production primaire destinée à l'exportation sont le cacao, le coprah et le café,.
Le poisson et les fruits de mer occupent une place importante dans la cuisine santoméenne : l'industrie de la pêche contribue à environ 25 % à du produit intérieur brut du pays,. La cuisine de Sao Tomé-et-Principe est largement inspirée des cuisines portugaise et africaine.

## Aliments et plats typiques
Les aliments de base comprennent le poisson, les fruits de mer, les haricots, le maïs et les bananes cuisinées,.
Les fruits tropicaux comme l'ananas et l'avocat sont également une composante importante de la cuisine. L'utilisation d'épices pimentées est importante dans la cuisine santoméenne.
Le café est utilisé dans de nombreux plats en tant qu'épice ou assaisonnement. Les plats servis au petit déjeuner sont souvent les restes réchauffés du repas de la veille.

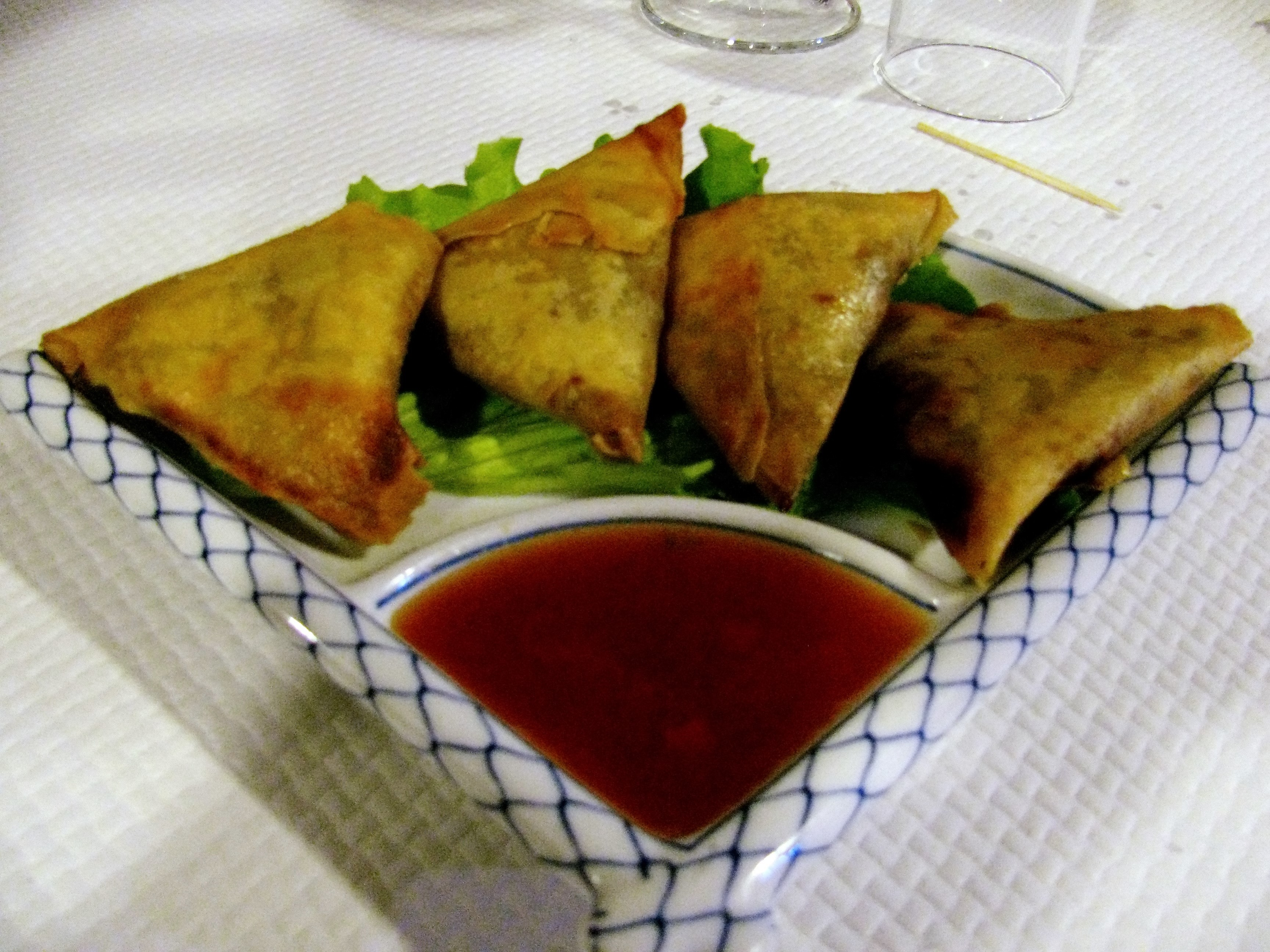
Chamuças

- Arroz doce est un petit-déjeuner traditionnel préparé avec du maïs sucré et de la noix de coco[6].
- Banana pap est une bouillie[5].
- Barriga de Peixe est un plat traditionnel Santoméen fait de poisson grillé servi avec du riz, des fruits à pain ou de manioc[6].
- Blabla[6].
- Broa (rouleaux de maïs)[6].
- Poulet
- Poulet avec sauce au café (préparé avec du café, du vin blanc, crème fraiche, ail, grains de café et épices[4].
- Chamuças
- Cachupa est un plat préparé avec des haricots verts, fèves et du maïs[6].
- Calulu est un plat traditionnel préparé avec du mérou ou du poisson fumé, crevettes, tomates, gombo, aubergines, oignons et des épices, mais aussi de la maniguette[4],[6]. Certaines versions du plat peuvent inclure du poulet fumé, fruit à pain, de l'óssame (un fruit rouge en forme de bulbe) ou des bananes[6]. Il faut environ cinq heures pour préparer le Calulu traditionnel[6].
- Noix De Coco
- Djogo[6]
- poisson volant, cuit ou séché[6]
- Jacquier[6]
- Mangue[6]
- Omelettes[6]
- Le porc bouilli est un plat préparé avec du porc, des tomates, épinards, oignon, ail et des épices[4].